# جائزة موناكو الكبرى 1962
جائزة موناكو الكبرى 1962 هو سباق فورمولا 1 أقيم بتاريخ 3 يونيو 1962 في حلبة موناكو، مونت كارلو. كان الثاني من أصل 9 في بطولة العالم لسباقات الفورمولا واحد موسم 1962. حلّ بروس ماكلارين أولا بينما جاء الأمريكي فيل هيل في المركز الثاني وحصل على المركز الثالث الإيطالي لورينزو بانديني.